# Autographa speciosa
Autographa speciosa là một loài bướm đêm trong họ Noctuidae.